# Avenue (groupe)
Avenue est un boys band anglais, ayant participé aux auditions de la troisième saison du télé-crochet britannique The X Factor, mais ayant été éliminé de la compétition lors de l'étape de la maison des juges en raison de liens professionnels déjà tissés avec des producteurs et une maison de disque.
Il était composé de Max George, qui intégrera plus tard l'autre Boys band The Wanted, Jonny Lloyd, Scott Clarke, Ross Candy, Jamie Tinkler et Andy Brown, maintenant chanteur du groupe Lawson.

## Discographie

### Singles
- Last Goodbye (UK #50)
- Can You Feel It (Jackson 5 cover - free single)